# Hôn nhân cùng giới ở Washington, D.C.
Hôn nhân cùng giới đã được công nhận hợp pháp tại Quận Columbia (Washington, D.C.) kể từ ngày 18 tháng 12 năm 2009, khi Thị trưởng Adrian Fenty ký một dự luật do Hội đồng Quận Columbia thông qua ngày 15 tháng 12 năm 2009. Sau khi ký, biện pháp đã bắt buộc đánh giá quốc hội trong 30 ngày làm việc. Giấy phép kết hôn đã có vào ngày 3 tháng 3 năm 2010 và các cuộc hôn nhân bắt đầu vào ngày 9 tháng 3 năm 2010. Quận trở thành khu vực pháp lý đầu tiên ở Hoa Kỳ bên dưới Dòng Mason – Dixon để cho phép các cặp vợ chồng cùng giới kết hôn.
Ngoài việc công nhận hôn nhân cùng giới, kể từ năm 1992, Học khu cũng đã cho phép cư dân tham gia vào các quan hệ đối tác trong nước đã đăng ký; kể từ khi thông qua quyết định đạo đức hợp tác trong nước của Đạo luật Đối tác trong nước năm 2009, Học khu công nhận kết hợp dân sự và quan hệ đối tác trong nước được thực hiện ở các khu vực pháp lý khác có tất cả các quyền và trách nhiệm của hôn nhân. Luật cho phép Thị trưởng quyết định công nhận các mối quan hệ từ các tiểu bang có lợi ích thấp hơn.

## Quan hệ bạn đời trong nước
Quan hệ bạn đời trong nước ở Quận dành cho cả các cặp cùng giới và khác giới. Một trong những đặc điểm khác thường của dự luật ban đầu thiết lập quan hệ đối tác trong nước là nó cho phép tạo ra sự hợp tác giữa những người có quan hệ huyết thống với nhau (ví dụ: anh chị em hoặc cha mẹ và con trưởng thành, với điều kiện cả hai đều độc thân). Tất cả các cặp vợ chồng đăng ký làm đối tác trong nước đều có quyền như các thành viên và vợ [gia đình] đến thăm đối tác trong nhà của họ trong bệnh viện và nhà tù và đưa ra quyết định liên quan đến việc đối xử với di sản của đối tác trong nước sau khi đối tác chết.
Dự luật này cũng cấp cho nhân viên chính quyền Quận Columbia một số lợi ích. Đối tác trong nước đủ điều kiện nhận bảo hiểm chăm sóc sức khỏe bảo hiểm, có thể sử dụng nghỉ phép hàng năm hoặc nghỉ không lương cho sinh hoặc nhận nuôi của người phụ thuộc trẻ em chăm sóc cho đối tác trong nước hoặc người phụ thuộc của đối tác và có thể sắp xếp tang lễ cho đối tác đã qua đời.

### Lịch sử lập pháp
Dự luật ban đầu thiết lập quan hệ đối tác trong nước tại Quận Columbia được gọi là Đạo luật mở rộng lợi ích sức khỏe. Nó đã được thông qua bởi Hội đồng D.C. và được ký kết thành luật bởi Thị trưởng của Quận Columbia Dự luật trở thành luật vào ngày 11 tháng 6 năm 1992. Hàng năm từ năm 1992 đến 2002, lãnh đạo Đảng Cộng hòa của Quốc hội Hoa Kỳ đã thêm người lái vào Quận Columbia dự luật chiếm đoạt cấm sử dụng quỹ liên bang hoặc địa phương để thực hiện Đạo luật mở rộng lợi ích chăm sóc sức khỏe. Luật cuối cùng đã được thực thi vào năm 2002, một năm tài chính, sau khi Quốc hội không thêm người lái vào dự luật chiếm đoạt.
Kể từ khi triển khai đối tác trong nước năm 2002, lợi ích gắn liền với quan hệ đối tác trong nước đã được mở rộng nhiều lần. Trong "Đạo luật về các quyết định chăm sóc sức khỏe năm 2003", các đối tác trong nước được trao quyền đưa ra các quyết định chăm sóc sức khỏe cho các đối tác của họ. Thuế hồ sơ chứng thư và sửa đổi liên quan năm 2004 cung cấp đối xử bình đẳng, như vợ chồng, cho các đối tác trong nước cho mục đích nộp thuế hồ sơ chứng thư. Mở rộng lợi ích hơn nữa, Đạo luật cải cách phương tiện sửa đổi xe cơ giới năm 2004 được miễn thuế tiêu thụ đặc biệt phải nộp để chuyển nhượng quyền sở hữu cho các đối tác của họ. Và Đạo luật sửa đổi bảo vệ đối tác trong nước năm 2004 đã sửa đổi định nghĩa của thuật ngữ "tình trạng hôn nhân" trong Đạo luật nhân quyền năm 1997để bao gồm các đối tác trong nước.
"Đạo luật sửa đổi bình đẳng đối tác trong nước năm 2006" là một sự mở rộng lớn về lợi ích của các đối tác trong nước. Luật có hiệu lực vào ngày 4 tháng 4 năm 2006. Đạo luật này quy định rằng trong hầu hết các trường hợp, một đối tác trong nước sẽ có các quyền tương tự như người phối ngẫu về thừa kế, di chúc, giám hộ, và một số quyền khác theo truyền thống dành cho vợ chồng. Đạo luật này cũng trao quyền hình thành các thỏa thuận trước hôn nhân cho các đối tác tiềm năng và cho các đối tác trong nước không làm chứng chống lại đối tác của họ tại tòa án. Tuy nhiên, nó không mở rộng hầu hết các lợi ích của hôn nhân hợp pháp cho các đối tác trong nước, chẳng hạn như khấu trừ thuế bất động sản hôn nhân. Tại thời điểm mở rộng mới nhất này có hiệu lực vào tháng 4 năm 2006, đã có 587 cặp đôi đăng ký.
Quận Columbia một lần nữa mở rộng quyền đối tác trong nước khi vào tháng 3 năm 2007, quyền cùng nộp thuế địa phương khi các đối tác trong nước trở thành luật với việc thông qua Đạo luật hợp tác đối tác trong nước năm 2006.
Vào ngày 6 tháng 5 năm 2008, Hội đồng Quận Columbia đã nhất trí thông qua Đạo luật sửa đổi bình đẳng đối tác trong nước của Omnibus năm 2008. Theo Washington Blade, "luật pháp cung cấp cả quyền và nghĩa vụ cho các đối tác trong nước trong tổng số 39 luật riêng biệt liên quan đến các lĩnh vực như nhà cho thuê, nhà chung cư, giao dịch bất động sản, nhà dưỡng lão, bảo hiểm nhân thọ, bồi thường lao động, điều tra về lạm dụng trẻ em và ban nhạc của sở cảnh sát, trong số các lĩnh vực khác," do đó "đưa luật pháp đến điểm mà các cặp cùng giới đăng ký làm đối tác trong nước sẽ nhận được hầu hết, nhưng không hoàn toàn các quyền và lợi ích của hôn nhân theo luật của quận."
Vào ngày 20 tháng 5 năm 2009, Đạo luật xác định tư pháp đối tác trong gia đình năm 2009 đã được thông qua và ký thành luật cho phép DC công nhận quan hệ đối tác trong nước của các quốc gia khác và sửa đổi luật DC về quyền lợi cha mẹ và quyền của trẻ em từ quan hệ đối tác trong nước trưởng thành. Luật đề xuất có hiệu lực vào ngày 20 tháng 7 năm 2009.

## Hôn nhân cùng giới

### Dean v. District of Columbia
Vào ngày 19 tháng 1 năm 1995, Tòa án phúc thẩm của Quận Columbia đưa ra phán quyết của mình tại Dean v. District of Columbia. Trong trường hợp này, Craig Robert Dean và Patrick Gerard Gill, một cặp vợ chồng đáp ứng tất cả các yêu cầu của Quận về giấy phép kết hôn ngoại trừ việc có cùng giới tính, đã tìm một lệnh buộc Quận phải cấp cho họ giấy phép kết hôn. Tòa án giữ nguyên quyết định của tòa án thấp hơn từ chối giấy phép của họ, cho rằng thời hiệu hôn nhân của Quận không dự tính hôn nhân cùngq giới mặc dù trung lập về giới tính, rằng việc từ chối giấy phép không vi phạm luật của quận chống phân biệt đối xử dựa trên giới tính hoặc khuynh hướng tình dục và rằng từ chối giấy phép không vi phạm Điều khoản quy trình do của Hiến pháp Hoa Kỳ.

### Công nhận hôn nhân ngoài tiểu bang
Vào ngày 7 tháng 4 năm 2009, cùng ngày Vermont hợp pháp hóa hôn nhân cùng giới, Hội đồng đã bỏ phiếu nhất trí (12-0) để công nhận hôn nhân cùng giới được thực hiện ở các khu vực tài phán khác. Động thái này được ca ngợi là một cửa ngõ khả thi để hợp pháp hóa hôn nhân cùng giới trong tương lai gần. Theo thủ tục của Học khu, dự luật đã được bỏ phiếu một lần nữa vào ngày 5 tháng 5 năm 2009, với số phiếu 12-1. Đạo luật được ký bởi Thị trưởng Adrian Fenty và đã trải qua giai đoạn xem xét, hết hạn vào ngày 7 tháng 7 năm 2009.
Vào ngày 13 tháng 6, Hội đồng bầu cử đã ra phán quyết rằng một kiến nghị yêu cầu bãi bỏ luật pháp và trì hoãn việc ban hành cho đến khi bỏ phiếu trong một cuộc trưng cầu dân ý, sẽ vô hiệu vì nó vi phạm các điều khoản của Đạo luật Nhân quyền mà không cho phép công chúng bỏ phiếu chống lại một số lớp được bảo vệ Một người đang có khuynh hướng tình dục.
Vào ngày 30 tháng 6 năm 2009, một thẩm phán Tòa án Tối cao DC đã ra phán quyết chống lại một nhóm phản đối luật mới, người muốn trưng cầu dân ý về vấn đề này và cũng đã yêu cầu Tòa án trì hoãn việc ban hành luật mới cho đến khi tòa án quyết định toàn bộ vụ kiện và cũng cho phép cử tri cân nhắc. Nhóm đã đệ trình lên Tòa án ba tuần sau khi thông qua luật mới, Thẩm phán Judith E. Retchin phán quyết "không có lý do gì" để họ nộp đơn kiện quá muộn. Cô cũng đồng ý với quyết định của Hội đồng quản trị rằng việc cho phép bỏ phiếu về vấn đề này sẽ vi phạm Đạo luật Nhân quyền.

### Đạo luật sửa đổi tự do tôn giáo và hôn nhân dân sự năm 2009
Ủy viên Hội đồng D.C David Catania đã giới thiệu Đạo luật sửa đổi bình đẳng hôn nhân dân sự và tự do tôn giáo năm 2009 vào ngày 6 tháng 10 năm 2009, cho phép các cặp cùng giới kết hôn ở quận này.
Vào ngày 17 tháng 11, Ban đạo đức và bầu cử quận Columbia đã từ chối một biện pháp bỏ phiếu được đề xuất để cấm kết hôn cùng giới, nói rằng biện pháp bỏ phiếu được đề xuất "cho phép phân biệt đối xử bị cấm theo Đạo luật Nhân quyền của Quận Columbia."
Vào ngày 1 tháng 12 năm 2009, hành động này đã được thông qua với số phiếu 11-2 trong lần đọc đầu tiên. Lần đọc thứ hai đã được bỏ phiếu vào ngày 15 tháng 12 năm 2009, trong đó biện pháp một lần nữa được thông qua với số phiếu 11-2. Dự luật đã nhận được chữ ký của Thị trưởng vào ngày 18 tháng 12 và phải tồn tại trong thời gian xem xét quốc hội 30 ngày trước khi trở thành luật. Nó đã được coi là không có khả năng luật pháp sẽ bị đảo ngược; và Chính quyền huyện ước tính rằng luật sẽ có hiệu lực vào ngày 3 tháng 3 năm 2010. Giấy phép kết hôn đã có sẵn vào ngày 3 tháng 3 năm 2010. Từ ngày đó trở đi, định nghĩa về hôn nhân ở Quận Columbia là như sau:
Hôn nhân là sự kết hợp hợp pháp của 2 người. Bất kỳ người nào cũng có thể kết hôn ở Quận Columbia với một người khác, bất kể giới tính, trừ khi hôn nhân bị cấm rõ ràng theo § 46- 401.01 hoặc § 46-403.

Vào ngày 25 tháng 3 năm 2010, trong cuộc tranh luận Đạo luật Hòa giải Giáo dục và Chăm sóc Sức khỏe năm 2010, Thượng viện Hoa Kỳ đã đánh bại một nỗ lực của Thượng nghị sĩ bang Utah Bob Bennett "đình chỉ việc cấp giấy phép kết hôn cho bất kỳ cặp đôi nào cùng giới tính cho đến khi người dân của Đặc khu Columbia có cơ hội tổ chức trưng cầu dân ý hoặc sáng kiến về câu hỏi này".

### Những thách thức pháp lý
Giám mục Harry R. Jackson, Jr., mục sư của Hope Christian Church tại Beltsville, Maryland, đã kiện Quận sau khi Hội đồng bầu cử và đạo đức DC từ chối phê chuẩn một sáng kiến bỏ phiếu về vấn đề tương tự hôn nhân. Hội đồng tuyên bố rằng một sáng kiến như vậy sẽ vi phạm Đạo luật Nhân quyền của D.C. Vào tháng 1 năm 2010, D.C. Tòa thượng thẩm giữ nguyên quyết định của hội đồng quản trị.
Vào ngày 4 tháng 5 năm 2010, Tòa phúc thẩm của Quận Columbia đã nghe đơn kháng cáo quyết định của Tòa Thượng thẩm. Luật sư của D.C. lập luận rằng Hội đồng D.C. đã hành động theo luật của Quận trong việc bỏ phiếu và cuối cùng thông qua luật. Vào ngày 15 tháng 7 năm 2010, Tòa phúc thẩm đã giữ nguyên phán quyết của Tòa án Tối cao trong quyết định 5-4.
Tòa án tối cao Hoa Kỳ vào ngày 18 tháng 1 năm 2011, đã từ chối kháng cáo của Jackson mà không có bình luận nào.

### Ảnh hưởng kinh tế
Một nghiên cứu UCLA đã kết luận rằng việc mở rộng hôn nhân cho các cặp cùng giới sẽ thúc đẩy nền kinh tế của Quận Columbia hơn $52,2 triệu trong ba năm, sẽ tạo ra sự gia tăng doanh thu thuế và phí của chính quyền địa phương $5.4 triệu và tạo ra khoảng 700 việc làm mới. Đám cưới cùng giới đang nhanh chóng trở thành một phần quan trọng của ngành công nghiệp cưới. Nhiều nhà cung cấp đám cưới được mở để phục vụ các cặp đôi đồng tính, nhưng hầu hết không quảng cáo như vậy trên các trang web công cộng của họ. Chọn nhà cung cấp trong khu vực DC đã nhiệt tình ủng hộ hôn nhân đồng tính.

### Dư luận
Một cuộc thăm dò tháng 1 năm 2010 Washington Post cho thấy 56% cư dân Quận Columbia ủng hộ hôn nhân cùng giới, trong khi 35% phản đối.
Một cuộc thăm dò năm 2017 Viện nghiên cứu tôn giáo công cộng cho thấy 78% cư dân quận Columbia ủng hộ hôn nhân cùng giới, trong khi 17% phản đối và 5% không chắc chắn. Khi xem xét được đưa ra cho toàn bộ Vùng đô thị Washington (nơi chứa các bộ phận lân cận Virginia, Maryland và West Virginia), tỷ lệ ủng hộ ở mức 69% và sự phản đối ở mức 22%. 9% không quyết định.